# Coumaraglin
 Die Megalithanlage in Coumaraglin  liegt im Townland Coumaraglinmountain (irisch Com Airglinn) im County Waterford in Irland am Rande des Araglin-Komplexes.
Das in der Form einzigartige Grab befindet sich am steilen Westhang des Hügels. Es wird, wie eine kleine Anzahl anderer Anlagen in Irland, als „unklassifiziert“ bezeichnet, da es ein Zwischenglied zwischen einem in der Region sehr seltenen Court- und einem in der Region etwas häufigeren Wedge Tomb ist. Die Kammer hat viele Merkmale eines Wedge Tombs, allerdings liegt ihr Zugang im Südwesten.
Das kleine Denkmal besteht aus einer keilförmigen 0,5 m hohen und nur 1,45 m langen Kammer. Einige Wedge Tombs wie Reananiree im County Cork, das nur wenig mehr als einen Meter lang ist, sind sehr kurz. Der Eingangsbereich von Coumaraglin ist 0,8 m breit und verjüngt sich zum Ende der Kammer hin auf 0,5 m. Zwei Stürze, die auf Orthostaten und Trockenmauerwerk aufliegen, bedecken die Kammer. Ein einzelner Stein bildet die Rückwand.
Die Kammer öffnet sich zu einem ovalen Hof, von etwa vier Metern Länge und 2,5 m maximaler  Breite. Der durch Trockenmauerwerk  definierte Bereich könnte eine spätere Ergänzung sein. Im Nordwesten liegt ein Haufen loser Steine, die möglicherweise Reste eines Cairns darstellen.